# Аркаркозов, Жылкыбай
Жылкыбай Аркаркозов (каз. Жылкыбай Арқаркөзов; 1873 год — 1972 год) — скотник колхоза «Жоншилик» Каркаралинского района Карагандинской области, Казахская ССР. Герой Социалистического Труда (1949).

## Биография
Родился в 1873 году в семье потомственного скотовода.
С 1930-х годов трудился скотником в колхозе имени Комсомола (позднее — колхоз «Жоншилик») Каркаралинского района.
В 1948 году показал высокий результат при выращивании крупного рогатого скота, получив в среднем по 1045 грамм привеса в сутки от закреплёнными за ним 130 голов. Указом Президиума Верховного Совета СССР от 12 июля 1949 года «за получение высокой продуктивности животноводства в 1948 году» удостоен звания Героя Социалистического Труда с вручением ордена Ленина и золотой медали «Серп и Молот».
Этим же указом званием Героя Социалистического Труда были награждены председатель колхоза Шакарим Калиев и заведующий молочной фермой Саркен Калпаков.
Скончался в 1972 году.
Награды
- Герой Социалистического Труда
- Орден Ленина — дважды (1948, 1949)